# Conchylodes diphteralis
Conchylodes diphteralis is een vlinder uit de familie van de grasmotten (Crambidae), uit de onderfamilie van de Spilomelinae. De wetenschappelijke naam van deze soort is voor het eerst voorgesteld als Lypotigris diphteralis door Carl Geyer in een publicatie uit 1826.
De soort komt voor in de Florida, Cuba, Jamaica, de Dominicaanse Republiek en Puerto Rico.